# 西村瑞樹
西村 瑞樹（にしむら みずき、1977年〈昭和52年〉4月23日 - ）は、日本のお笑いタレント、冒険家。お笑いコンビ・バイきんぐにて主にボケを担当。相方は小峠英二。広島県広島市出身。ソニー・ミュージックアーティスツ（SMA NEET Project）所属。大阪NSC17期生。身長171 cm、血液型O型。既婚。

## 経歴
広島県広島市出身、同県安芸郡府中町および兵庫県尼崎市育ち。府中町立府中北小学校卒業。小学校卒業後に尼崎市に転居。高校は兵庫県立尼崎稲園高等学校を卒業。
芸人を目指したきっかけはバラエティ番組『夢で逢えたら』（フジテレビ）が好きで影響を受けたから。高校3年生の時、大分県の自動車教習所の合宿で知り合った小峠英二とNSCの面接で再会したことをきっかけに1996年にコンビを結成する。西村は実はNSCの面接には落ちており、父親の行きつけのスナックのママが吉本の演歌歌手であり口利きしてもらい裏口入学していた。
2012年、『キングオブコント』で優勝したことをきっかけにブレイクしたものの、相方である小峠のピンでのテレビ出演が目立ち始めた頃は、コンビ格差がネタにされていたことがある。
2014年末、6年ぶりに彼女ができたことを公表。相手は当時26歳の一般女性で交際開始はその半年前から。「2015年内には結婚したい」とコメントした。その後、2017年9月20日の『バイきんぐのバズきんぐ 特別生配信』(ニコニコ生放送)内で、同年8月15日に結婚したことを発表した。
西村曰く、小峠との収入格差は2018年時点で「3倍くらい」あったというが、その後はロケ芸人やソロキャンプ芸人としての需要も生まれ、「じゃない方芸人」から脱却した。
2019年4月、YouTubeにて『CAMP西村チャンネル』を開設、配信開始。
初の冠番組『西村キャンプ場』（テレビ新広島）がシーズン1（単発）、シーズン2（単発）を経て2019年10月19日からレギュラー化 されている。

## 人物
- 身長171cm、体重64kg、血液型はO型[2]。喫煙者。公式プロフィールでは体重64kgであるが、出演番組にて83kgとの記載があった[14][15]。
- 大の天然ボケであり、飄々としたキャラクターが特徴。相方の小峠曰く「ガサツな性格」[16][17]。
- 趣味は映画、テレビゲーム[2]。その他、芸能界屈指のキャンプ好き。ピン芸人のヒロシとよく行っており[18]、ヒロシちゃんねる(YouTube)のキャンプ動画にもたびたび登場している。ジャンベも趣味でキャンプでもよく演奏している。
- 特技は野球・カラオケ[2]・ツイストダンス[19]。 また、一級小型船舶操縦士の免許を持っている[18]。
- 熱狂的な広島東洋カープファン[20]。Twitterでは高確率でカープ関連のツイートをしている[21]。2025年には二軍の本拠地である由宇球場のスポンサーになったことを同年2月に発表した[22]。
- 座右の銘は"習うより舐めろ"[21][23]
- 2016年1月1日放送の『芸能人格付けチェック 2016大予選会』（朝日放送テレビ）にてIQ検査をしたところ、125という高数値であった[24]。
- 2016年1月2日放送の『おぎやはぎの苦手克服ラボやってみたら。~2016元日SP~』の番組内の企画にて、ローズピンクのへそピアスを開けた[25]。
- 2019年2月9日放送『ヘイヘイホー! 有吉は木を切る。〜広島の温泉街に檜の露天風呂を作っちゃったSP〜』（RCCテレビ制作 TBS系列28局ネット）のために出演者の中で西村だけが、2018年12月にマジオワークライセンススクール多摩校（東京都日野市）でフォークリフト運転技能講習（31時間）を4日間にわたり受講し合格（実技試験では減点ゼロで満点合格）し、番組撮影でフォークリフトを運転し木材を運んだ。
- ヒロシ、うしろシティ阿諏訪、じゅんいちダビッドソン、スパローズ大和と「焚火会」を結成し活動している[26]。
- 2020年8月放送の『ロンドンハーツ』（テレビ朝日）では相方・小峠から二人きりのロケだけはNGと言われている。
- 中学時代から鈴木京香のファンである。
- イカ墨パスタが大好物・得意料理である[27]。

## エピソード
- 「バットを1分間振り続ける」というコントを披露している際に膝をひねり、左足の前十字靱帯断裂と半月板断裂のケガを負っていたことを2013年10月10日放送の『アメトーーク!』（テレビ朝日）で明かした[28]。
- 2014年4月17日放送の『アウト×デラックス』（フジテレビ）にて、虫アイドルのカブトムシゆかりが西村に好意を寄せているとして共演。しかし、西村は「ぐいぐい来る子は引いてしまう」という理由で告白を断った[29]。
- 2016年10月12日にAbemaTVで生放送された『おねだりプリンセス』にて、相方：小峠英二の元恋人でAV女優に転身した坂口杏里のAVデビュー作品『What a day!!』をブルーレイで買った事を公表し、「艶っぽかった」と感想を語った[30]。
- 2016年12月8日放送の『アメトーーク!』の"2016反省会"で、「キャンプ先では料理はしないが地のものが食べたいので、キャンプ場近くのスーパーで総菜を買う。」と言って出演者に呆れられ、さらに「単独でパチンコの仕事が入ったが、知識がないので話すことがない」と居直り、相方の小峠に「トークができないからだんだん西村が呼ばれなくなる」と言われているのにもかかわらず、今年の芸能活動の評価を90点とするなど、不思議トークを連発した[31]。
- 2017年2月4日放送の『超ポンコツさまぁ〜ず』（テレビ東京）にて、淫行疑惑で謹慎中の狩野英孝に代わる、新レギュラーを探すオーディションに出場し、特技のツイストを披露した。そして2017年3月11日の放送でオーディションを勝ち抜いたとして新レギュラーに抜擢。西村は「どもー！ポンコツボーイです！」と意気揚々と現れたのだが、その直後に"3月末での番組終了"が伝えられ、初登場ロケが最後のロケとなってしまった[32]。
- 『芸能人格付けチェック2016』での調査でIQが125という高数値であったこと[24] を見込まれた西村は、2017年4月12日放送の『水曜日のダウンタウン』（TBSテレビ）の「頭脳と肉体を兼ね備えたコンビこそ最強説」という企画にバイきんぐの頭脳派として出演した。しかし、1問目の"漢字書き取りクイズ"では、問題を伏せるために裏にして配られたフリップを表に返さず、やみくもに魚へんの漢字をかけるだけ裏面に書くという番組の想定外の行動をとった上に（偶然にも3問正解した。）、"現在の日本の中央官庁、〇〇省を答えよ"というクイズでは「文部省」（正しくは文科省）「文化省」「教育省」「金融省」（正しくは金融庁）「自然省」「建築省」「行政省」と65秒で1つも正解を出さず、挙句の果てに「福建省」と答え、周囲に笑いを起こした[33]。結局、検証結果として『バイきんぐに頭脳派はいなかった』とオチがつけられた。
- 2017年4月19日放送の情報番組『スッキリ!!』（日本テレビ）にて、14年かけて1つのジグソーパズル(1000ピース)を作り続けていることを明かした。本当にやることが無くなって気が向いたときに2，3ピースやるという超スローペース。ちなみにまだ10分の1程度しか完成していない[34]。また、この話は産経プラス[35] で連載しているコラム『バイきんぐ西村瑞樹の暇とY談と私 from SMA NEET PROJECT』の第1回でより詳細に語られている。
- 過去に1度だけコンビ解散を持ち掛けたことがある。その理由が「彼女に振られて何もやる気が起きないから」というもので、相方の小峠は「バカかっ！」と一蹴して事なきを得た[36]。
- 2018年8月12日放送の『はじめまして!一番遠い親戚さん』（日本テレビ）にて西村の母から「小学生の時が1番モテていた」というのを明かされた[37]。
- 水曜日のダウンタウンで"奇人"と呼ばれているがその一方で2016年のR-1ぐらんぷりで苦楽を共にした先輩のハリウッドザコシショウが優勝した際の打ち上げで誰よりも号泣していた。
- 親の仕事の都合で中学時代から約10年間兵庫県尼崎市に住んでいたが、そのことを同じ尼崎市出身の松本人志（ダウンタウン）に話しておらず、小峠が飲み会の場で西村が尼崎出身であることを松本に話したところ、松本が「今度しばく」と発言した[38]。

## 出演
コンビでの出演歴についてはバイきんぐを参照。

### テレビ番組

#### レギュラー
- 西村キャンプ場（2019年10月19日[39] - 、テレビ新広島）毎週土曜17:00-17:30

準レギュラー （または不定期出演）
- 水曜日のダウンタウン（TBSテレビ） - VTRで出演することが多い。
年間ドッキリ回数ランキングで、2018年5位（10回）、2019年4位（8回）
- 陸海空 こんな時間に地球征服するなんて（テレビ朝日） - 「激安!いいね!アース」に冒険者としてVTR出演。
- ソノサキ〜知りたい見たいを大追跡!〜（テレビ朝日） - ソノサキ刑事としてVTR出演。
- マツコ&有吉 かりそめ天国（テレビ朝日） - 「欲望」コーナーにVTR出演。
- NEO決戦バラエティ キングちゃん（テレビ東京）
- 所さんの学校では教えてくれないそこんトコロ!（テレビ東京） - リポーター
- ヒロシのひとりキャンプのすすめ（2020年 - 、熊本朝日放送） - 不定期出演
- ヒルナンデス!（日本テレビ） - キャンプ飯に関係した企画時に不定期VTR出演。

#### 過去の出演
- 桃色つるべ お次の方どうぞ（2019年11月15日・22日・29日・12月6日・13日・20日、関西テレビ） - 出張ロケ第三弾 広島ロケ企画
- 西村キャンプ場 シーズン1（2019年2月19・20・21日、テレビ新広島）MC[40]　初の冠番組
  - 西村キャンプ場 シーズン2（2019年6月29日・7月6日・13日・20日）MC[41]
- キャンプだホイ!ダンス（2020年、テレビ新広島）毎週日曜6:10-6:15
- いつか、家族とキャンプ飯。（2021年8月4日 - 8月25日、テレビ新広島）水曜21:54-22:00

特番
- いま参勤交代中です!お馬さんとパカパカ旅（2018年4月24日、テレビ東京）
- オールスター後夜祭（2018年10月7日[42]、TBSテレビ）
- ヒロシと愉快な仲間たち～焚火会inくまもと～（2020年1月2日・2021年1月3日・2022年1月2日・2023年1月2日、熊本朝日放送）
- YTSスペシャル 私をキャンプに連れてって〜バイきんぐ西村と行く1泊2日の山形CAMP〜（2020年10月28日、YTS山形テレビ）[43]
- バイきんぐ西村のこれがオレ流キャンプだ!!〜淡路満喫編〜（2021年7月18日、サンテレビ）
- 超入門!落語 THE MOVIE（NHK総合）
  - 茄子娘（2017年8月14日） - 寺男 役
  - 天狗裁き（2018年9月28日） - 八五郎 役
  - 新作スペシャル「子は鎹」（2023年3月26日、NHK BSプレミアム） - 熊五郎 役
- キングオブコント（TBSテレビ、2021年10月2日・2022年10月8日・2023年10月21日） - 暫定席スペシャルサポーター（暫定席MC）
- 西村キャンプ場〜瀬戸内ぐるっとアポなしキャンプ旅〜（2022年6月26日、テレビ新広島・フジテレビ系）
  - 今田と西村キャンプ場 奄美大島のんびりアポなし2人旅（2023年6月25日、テレビ新広島・フジテレビ系）

#### その他の出演
- 爆笑 大日本アカン警察（2013年3月31日、フジテレビ）
- ナカイの窓（2013年5月15日、2018年3月21日、日本テレビ）
- アウト×デラックス（2014年4月17日、フジテレビ）
- ダウンタウンのガキの使いやあらへんで！！（2014年8月3日、日本テレビ）
- ツキたい人グランプリ〜ゆく年つく年〜 2014→2015（2014年12月31日、フジテレビ） - 坊主頭にした[44]。
- カープ開幕直前特番!〜男気！鯉戦士の誓い〜（2015年3月21日、RCC中国放送）
- 妖怪ウォッチ ウォッチクイズ 〜イッキ見でツウになるんだニャン!〜（2015年12月、BSスカパー!）
- ピエール瀧のしょんないTV（2015年1月22日・2016年1月19日、静岡朝日テレビ）
- サンデードラゴンズ（2016年4月30日-5月14日、CBCテレビ）[45]
- ドリームスシリーズ　ボウリング2016
  - #3 芸人オールスターチャンピオンボウリング2016（2016年6月28日、CS:フジテレビONE）
- Veryカープ!（2016年9月11日、TBS）
- ものまねグランプリ（2016年9月27日、日本テレビ） - 林家たい平のものまね。
- ワイドナショー（2016年10月23日、フジテレビ） - 広島東洋カープの専門家として登場。
- タレントフィッシングカップ2016[46]（2016年12月11日、CS:テレ朝チャンネル2）
- 炎の体育会TV（2016年12月17日、TBSテレビ）
- 超ポンコツさまぁ〜ず（2017年2月4日・2017年3月11日-3月25日、テレビ東京）[32]
- カープ芸人 俺たちの沖縄キャンプ〜選手を追いかけて沖縄キャンプをしたら?!（2017年3月11日、広島ホームテレビ・琉球朝日放送）
- 芸能人が本気で考えた!ドッキリさせちゃうぞGP（2017年3月18日、フジテレビ）
- ごごナマ おいしい金曜日（2017年4月28日、NHK総合） - 一人キャンプの達人として出演。便利キャンプグッズの紹介をした[47]
- 特捜警察ジャンポリス（2017年7月1日-7月8日・7月22日・8月19日、テレビ東京）
- ソノサキ〜のぞいてみたらスゴかった!!!（2017年7月7日、テレビ朝日）
- もろもろのハナシ（2017年7月20日、フジテレビ）
- 第19回FNSソフト工場 アカデミック論文バラエティ アテナの忘れもの（2017年7月21日、岡山放送）
- くりぃむナンチャラ（2017年8月5日、テレビ朝日）
- ABChanZoo（2017年8月27日、テレビ東京）
- 世界の日本人妻は見た!（2017年9月19日、TBS）
- 世界がザワついた（秘）映像 ビートたけしの知らないニュース（2017年9月24日、テレビ朝日）
- アメトーーク!（テレビ朝日）
  - 2015年3月19日 カープ芸人
  - 2017年9月28日 第4回 今コレを伝えたい!!ピンポイントアカデミー大賞 - キャンプをプレゼン
  - 2018年9月2日 キャンプたのしい芸人（日曜もアメトーーク!）
- 浜ちゃんが!（2017年12月28日、読売テレビ） - 関東地方では2018年1月18日に日本テレビで遅れネット。
- 有吉中継　現場からお伝えします（2018年1月6日、関西テレビ）
- いただきハイジャンプ（2018年2月17日、フジテレビ）
- 極上空間（2018年3月24日、BS朝日）
- あの人はこう見てた!（2018年4月7日、テレビ朝日）
- 出川哲朗のリアルガチバトル（2018年4月11日、TBSテレビ）
- 戦闘中〜超人サバイバル大決戦〜（2018年5月13日、フジテレビ）
- “テッパン”話 仕入れました!広島かたすみ食堂（NHK広島放送局）
  - 「熱烈応援！カープを“忍耐強く”支える男たち編」（2018年6月1日）
  - 「バラの街 福山でおしゃれに進化する作業服!?編」（2018年9月14日）
- カンムリ（中国放送）
  - 開幕直前緊急企画「本家に呼ばれないカープ芸人SP」（2017年3月10日・17日）
  - 瀬戸内潜水ジャーニー やまちゃん「オラ、瀬戸の海で海士になる」（2018年8月10日・8月17日・8月31日・9月7日）
  - ワイルドジャーニー わさびで泣くな〜本当に美味しい極上わさびで泣かせる〜（2019年11月8日・15日）
- 昼めし旅〜あなたのご飯見せてください〜 （2018年10月1日、テレビ東京）
- 趣味バカ（サンテレビ） - ミニコーナー「作ったんだから食ってけよ!」
- プロ野球ドラフト会議直前SP! 生放送“みんなのカープ”県民大会議（2018年10月24日、NHK広島放送局）
- 元就。 カープ日南キャンプSP〜4連覇への道!南国の空は真っ赤赤なのじゃ〜!の巻〜（2019年2月27日、RCCテレビ）新家臣オーディション

### ラジオ

#### レギュラー出演
- My Style,Camp Life 〜自分と向き合うくらし〜（2021年10月-、JFN系列・AuDee）

#### 単発・ゲスト出演
- オードリーのオールナイトニッポン（2016年4月23日、ニッポン放送） - 2015年12月19日にも電話で出演している。
- たまむすび（2016年6月13日、TBSラジオ）[48]
- WONDER VISION（2016年8月7日、J-WAVE）
- アッパレやってまーす!（2016年8月11日、MBSラジオ） - 小峠が仕事のため代わりに出演。
- ハリウッド軍団のチョゲチョゲラジオ（2016年9月20日・9月27日、楽天FM）
- 後藤麻衣の心配ないさぁ〜!!（2017年1月13日、ラジオ日本）
- GOLD RUSH（2017年5月26日、J-WAVE） - ひとりキャンプについて語った。
- 週末いっしょにドライブトーク（2018年3月18日、ニッポン放送）
- 高田文夫のラジオビバリー昼ズ（2018年4月18日、ニッポン放送）
- ピートのふしぎなガレージ（2018年10月13日・2020年3月21日、TOKYO FM） - ハードキャンプについて語った。
- 逆襲ザコシのチョゲチョゲPARK（AuDee）

| 『逆襲ザコシのチョゲチョゲPARK』（AuDee） | 『逆襲ザコシのチョゲチョゲPARK』（AuDee） | 『逆襲ザコシのチョゲチョゲPARK』（AuDee） | 『逆襲ザコシのチョゲチョゲPARK』（AuDee） | 『逆襲ザコシのチョゲチョゲPARK』（AuDee） |
| 出演日                                    | #                                         | タイトル                                  | 出典                                      | 備考                                      |
| ----------------------------------------- | ----------------------------------------- | ----------------------------------------- | ----------------------------------------- | ----------------------------------------- |
| 2020年6月26日                             | #9                                        | 「ダーウィンぶっころす」                  | [49]                                      | ウメと共演                                |
| 2021年12月31日                            | #88                                       | 「キン○マ鉄アレイ」                       | [50]                                      | キャプテン渡辺と共演                      |

### Web配信

#### 現在のレギュラー
- ナスD大冒険TV（ABEMA）
  - バイきんぐ西村 無人島0円生活激闘編（2022年5月21日）
  - ナスDプレゼンツ!アベマで!超過酷伝説。（2022年6月4日 - ） - レギュラーゲスト

#### 過去のレギュラー
- バイきんぐ西村の初ゲーム配信! 西村学園高校栄冠ナイン部(2017年4月14日 - 6月30日、OPENREC.tv) - 全10回。金曜日21時から2時間程度、生放送で実況パワフルプロ野球2016の栄冠ナインモードを実況プレイしていた[51]。

特番
- バイきんぐ西村のプロ野球 裏ドラフト会議2014（2014年10月23日、SHOWROOM）
- キングオブコント暫定席ライブ配信（2021年10月2日・2022年10月8日、Twitter） - スペシャルサポーター
- キングオブコント大反省会（2021年10月2日・2022年10月8日、Paravi） - MC、2018年-2020年はコンビでMCだったが小峠が本選審査員になったため一人での出演継続

#### その他の出演
- P-mart諸国漫遊TV
  - 【諸国漫遊】諸国漫遊新聞(第59号) （2016年5月23日、YouTube）
- 明日やってみたくなる遊び実験バラエティ〜放課後うしろシティ〜（2016年8月22日、AbemaTV）[52]
- ぶるぺん（2016年11月16日-11月18日、GYAO!）
- ゴッドタン dTVオリジナル（dTV）
  - 第4話　元気の出るキャバクラ バイきんぐ西村のHな夢が叶う?
  - 第21話　爆乳セクシー女優が迫る!〜雑ガマン選手権〜[53]
- 内村さまぁ〜ず Second（Amazon Prime Video、TOKYO-MXほか）
  - #259『R-1ぐらんぷり優勝祝賀会と万が一の事を考えて残念会もやっておきたい先輩達!!』 - MC
- スピードワゴンの月曜The NIGHT（2017年8月1日・10月24日、AbemaTV）
- フジモンが芸能界から干される前にやりたい10のこと #49（2017年9月14日、AbemaTV）
- それ行けカープ 〜若き鯉たち〜 - 広島東洋カープ球団応援歌著名人リレー映像2018年バージョン[54]

### テレビドラマ
- 恋より好きじゃ、ダメですか?（2019年4月3日 - 9月21日、RCCテレビ） - 夜喫茶「カンパネラ」マスター 役
- ゆるキャン△2　第6話（2021年5月7日、テレビ東京） - 山中湖キャンプ場管理人 役
- 波よ聞いてくれ（2023年4月21日 - 6月9日、テレビ朝日） - 宝田嘉樹 役[55]
- 離婚弁護士 スパイダー Season2 〜偽りと裏切り編〜 第4話・第5話（2025年〈予定〉、日本テレビ） - 中川隼人 役[56]

### 映画
- 珍しい人たち （2018年、モンゴル国営放送） - 村のアイスホッケー選手　役
- V. MARIA（2025年4月1日）[57]
- 惑星ラブソング（2025年6月13日） - スケザネ 役[58]

### CM
- アババイ（2017年4月28日 - 、YouTube） - 「熱海で不倫に失敗した建築会社社長」[59]
- ダイハツ ムーヴキャンバス 「丸み」篇（2018年）
- 大丸開発（2020年）
- 一般社団法人 広島県自動車整備振興会（2020年、ロケ地：廿日市市アルカディアビレッジ）
- 株式会社中国トラック（2022年）

### Web(特設サイト)
- プリッツの気持ち（2016年11月11日）[60]
- アババイ（2017年5月13日）
  - 西村工務店の西村社長のようにWeb集客をしたい!すべての建築会社様に送る秘集客レポート！　http://www.ababai-nishimura.com/（キャンペーン終了済み）

### DVD
- 「ハリウッドザコシショウのものまね100連発ライブ！」[61](2016年7月6日、コンテンツリーグ) - 特典映像の出演者
- 「裸の王様」(アキラ100%の初DVD)[62]（2017年7月26日、コンテンツリーグ） - 「How to アキラ100％講座 〜これであなたもお盆芸の達人〜」というコーナーに登場

## 連載
Webコラム
- バイきんぐ西村瑞樹の暇とY談と私 from SMA NEET PROJECT（2016年12月14日 - 、産経プラス[35]）大幅加筆して書籍化発売（『ジグソーパズル』）
  - 第5回まではおおよそ月1回の連載だったが、2017年6月以降は隔週土曜日に連載となった[63][64]。

## 書籍
単著
- ジグソーパズル（2020年1月28日、ワニブックス）最初で最後の初エッセイ

その他
- BBQ&CAMP STYLE BOOK(2016年3月31日、辰巳出版) - こだわりのキャンプグッズを紹介
- MonoMax特別編集 プロ直伝! キャンプ・アウトドア最強ワザ（TJMOOK）（2018年4月21日、宝島社） - アウトドア有名人のキャンプを楽しむ3つのルール
- MonoMax特別特集 ソロキャンプ START BOOK 完全道具ガイド（TJMOOK）（2021年8月24日、宝島社） - 達人たちが愛用する自分史上最高のアイテム